# Viltolarsen
Le viltolarsen est un médicament utilisé dans le traitement de la myopathie de Duchenne. Il est vendu sous le nom de marque Viltepso.

## Mode d'action
Il s'agit d'un oligonucléotide antisens morpholino.

## Usage médical
Le viltolarsen est  un médicament utilisé pour traiter certains cas de dystrophie musculaire de Duchenne. Il est particulièrement utilisé pour les quelque 8 % de personnes atteintes de DMD qui présentent une mutation susceptible de sauter l'exon 53. En 2020, on ne savait pas si cela entraînait l'améliorations des symptômes. Le médicament est administré par injection dans une veine sur une période d'une heure.

## Effets secondaires
Les effets secondaires de ce médicament comprennent une infection des voies respiratoires supérieures, une réaction au site d'injection, une toux ou de la fièvre. D’autres problèmes potentiels incluent les problèmes rénaux.

## Histoire
Le médicament a été approuvé pour un usage médical aux États-Unis en 2020. Il n'est pas approuvé en Europe, en 2020, bien qu'il ait la désignation d'orphelin. Aux États-Unis, le prix était d'environ 1 500 USD pour 250 mg en 2021. Cela représente environ 730 000 dollars américains pour une personne de 30 kg.